# Brouwersdam
El dic de Brouwers o Brouwersdam és un dic dels Països Baixos que forma part del Pla Delta i es va construir de 1962 a 1971. Amb la construcció del dic de Grevelingen i d'aquest dic es va crear el llac de Grevelingen (Grevelingenmeer), el llac salmai més gros d'Europa occidental. La separació entre Goeree-Overflakkee i Schouwen-Duiveland tenia una amplada de 6,5 quilòmetres i es va construir, igual que en el dic de Grevelingen, amb pous de fonamentació i un telefèric.
Deu anys després es va construir un resclosa de pas per on l'aigua salada del mar podria entrar-hi. A causa d'això, la flora i la fauna va anar canviant a poc a poc.

## Elecció del lloc de construcció
Per a triar el lloc de construcció d'aquest dic s'havia de tenir en compte que havia de protegir les illes de Goeree-Overflakkee i Schouwen-Duiveland, a causa d'això, el dic havia de ser construït el més cap a l'oest possible. Després de considerar els punt a favor i en contra de quatre trajectes es va triar el projecte on el dic aniria de Schouwen-Duiveland a Goeree-Overflakkee a través de dos bancs de sorra que hi havia al mig, Middelplaat i Kabbelaarsplaat. El primer avantatge d'aquesta elecció era que el trajecte entre la barrera del Oosterschelde i el dic de Brouwers era més petit la qual cosa beneficiària al transport. El segon avantatge era que, des del punt financer, el trajecte que es va triar seria 20% més barat que les alternatives.

## Construcció

### Bancs de sorra
Com que hi havia poca aigua entre els dos bancs de sorra, es va decidir fer dels dos bancs un, tancant amb sorra el canal que hi havia al mig. En aquesta illa artificial va esdevenir un lloc de lleure amb platges, un port esportiu i cases de vacances, conegut com a Port Zélande.

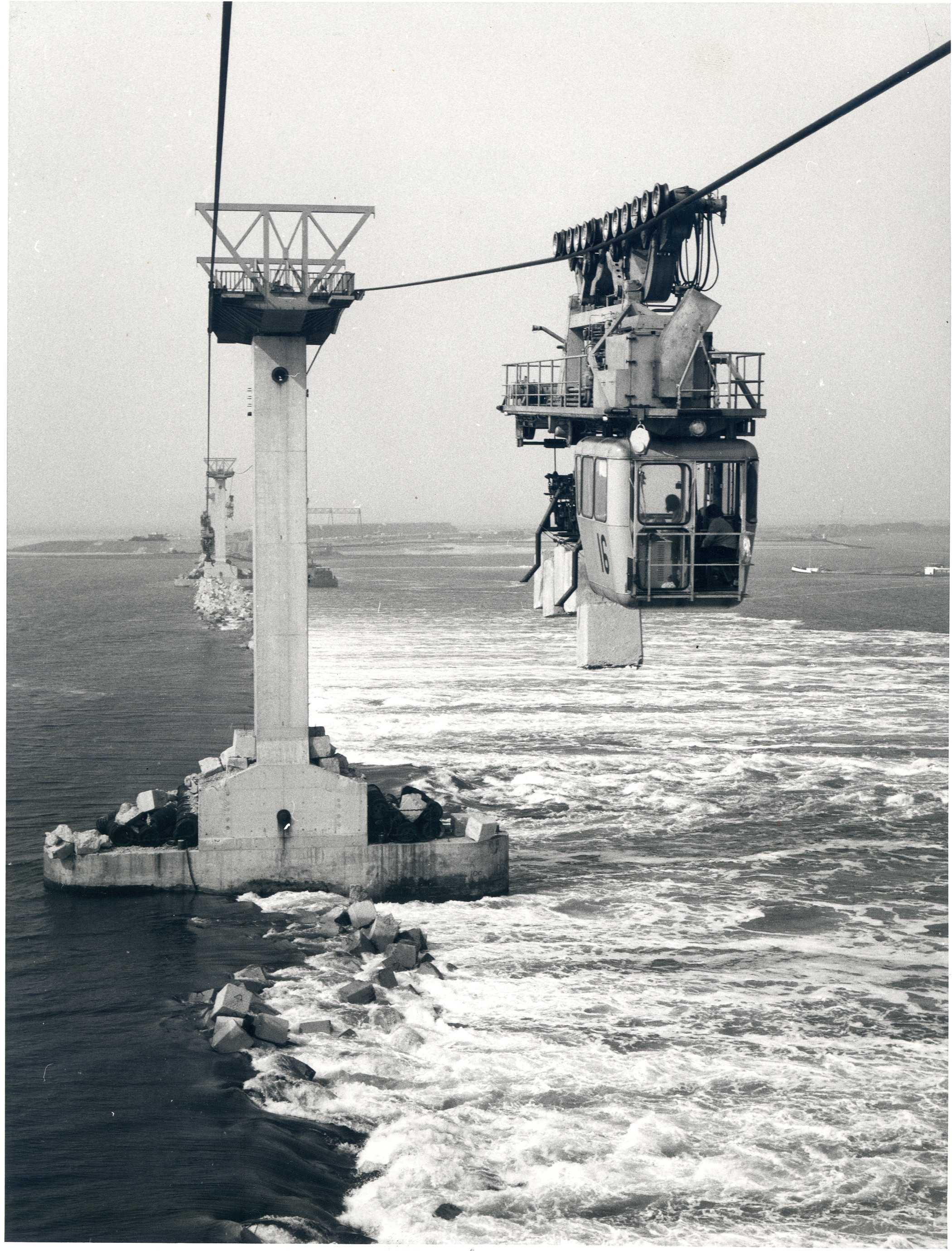
El telefèric porta blocs de formigó de 2500kg

Així quedien només dues desguassos oberts al mar, el Kous (‘el mitjó’) cap al nord i el Brouwershavense Gat (‘desguàs de Brouwershaven’) cap al sud. Per al Kous al nord es van utilitzar pous de fonamentació per tancar-la. El Brouwershavense Gat es va tancar amb l'ajuda d'un telefèric.

### Telefèric
L'obertura del sud que es trobava entre el Middelplaat i Schouwen-Duivenland, es va tancar amb l'ajuda d'un telefèric. En total s'havien de col·locar 600.000 tones de formigó. En aquest telefèric, igual que el que es va fer servir en la construcció del dic de Grevelingen es que varen utilitzar cabines per a transportar les pedres i aquestes cabines tenien el seu propi motor i el seu propi xofer.
A sobre del banc de sorra del Middelplaat i a la vora del Schouwen-Duiveland es va col·locar una estació de càrrega i un disc giratori, i enmig es varen col·locar pilars reforçats amb ciment per poder donar suport al cable. La llargària total del telefèric més les estacions de càrrega va ser de gairebé 1,8 quilòmetres. Les diferències entre el telefèric del dic d'Grevelingen i aquest era el pes i la capacitat de les cabines. Les cabines del dic del Grevelingen tenien una capacitat de 10 tones tot i que pesaven dues vegades més que les altres. Les noves cabines podien transportar 15 tones de material amb l'ajuda de tenalles. A cada viatge es podien transportar 6 blocs de formigó de 2,5 tones cadascú. En total es van posar més de 240.000 blocs d'aquests blocs al Brouwershavense Gat. El dic no estava encara completament tancat. La permeabilitat dels blocs deixava el pas de l'aigua. El dic es va impermabilitzar amb sorra.

### Pous de fonamentació
L'obertura nord anava des del Kabbelaarsplaat fins Goeree-Overflakkee. En el fons de l'obertura es col·locaria una capa de pedres que arribaria fins als 8 metres per sota el nivell del mar. Per mitjà d'això ja s'hauria tancat un terç de l'obertura i s'acabaria de tancar amb la col·locació i tancament dels pous de fonamentació.
El corrent de l'obertura de Brouwershaven era tan gran que no es volia utilitzar molts pous de fonamentació. Els pous de fonamentació havien de ser col·locats un per un amb molta precisió. Hi ha 12 pous de fonamentació on cada un mesura 68 metres de llarg i 18 metres d'ample. A més n'hi ha dos més de principals que serien col·locats al començament i al final del dic amb la proporció llarg i ample de 3,8 a 1.
Tots els pous de fonamentació varen ser posats de la mateixa manera, un al costat de l'altre. Mentre les obertures dels pous de fonamentació es mantenien obertes, el dic tenia un estat obert també. Les costures entre cada un dels pous de fonamentació es van tancar sorra i grava.
El Grevelingen es va tancar el 1971 de la mar del nord i si no s'hagués intervingut, lentament s'hagués convertint en un reservori d'aigua dolça. Era important mantenir el Grevelingen salat. Per això, el 1978 es va col·locar una resclosa al dic. Així també els peixos podrien passar d'un costat a l'altre.

## Naturalesa
El dic de Brouwers va tancar també el pas d'aigua salmaia i els moviments de marea de manera sobtada, que he tenia una mitjana de 2 a 3 metres entre la baixamar i la plenamar. Es va suprimir aquest moviment de marea i una gran part de l'ecosistema del llac de Grevelingen es basava en la influència de l'aigua marina. La supressió d'aquest moviment va causar deficiència d'oxigen. Per això, s'estudia (el 2025) una manera per a restaurar la marea.
Un bon exemple d'això són les garses de mar que viuen a les ribes altes del Grevelingen, però busquen el seu menjar a baixamar a les ribes. Directament després del tancament, aquestes aus no podien aconseguir menjar, ja que es van morir diferents mariscs i plantes. Dues setmanes després del tancament del Grevelingen, la riba va ser un gran cementiri: es varen trobar aus i animals morts a tot el llarg de la riba. Moltes espècies eren dependents de l'oxigen i l'aliment provinent de la mar del Nord
Terres de llim componen una gran part de la terra argilosa de Zelanda, Groningen i Friesland. La manca de vida als llims va fer que no creixessin plantes per prevenir l'erosió d'argila seca. Per evitar l'assecament es van prendre dues mesures: primer es sembraria gespa i gra que ajudarien a mantenir la terra junta. Segon, es van voltar les terres arenoses amb branques. Dins d'aquests boscos es varen formar dunes que també ajudarien a evitar l'erosió. Als llims es van establir nous tipus d'aus.
Com a conseqüència la majoria de les espècies es van recuperar. Algunes espècies van desaparèixer, però també en varen arribar de noves. Com a exemple d'espècies que es varen recuperar tenim els llenguados joves que abans del tancament nedaven al Grevelingen. Després del tancament aquests peixos no podien continuar el seu recorregut a la mar. Desorientats es van mantenir en aquest lloc, la qual cosa va atreure a una gran quantitat de pescadors. Aquesta espècie hagués desaparegut si no s'haguessin pres mesures. El dany es va retrocedir quan es varen construir les rescloses de pas en el dic de Brouwer, la qual cosa permetia el pas d'aquests peixos a la mar.
El segon exemple són les ostres. El gran temor de tothom quan s'anaven a tancar els braços de mar era que desapareixerien les famoses ostres de Zelanda. Durant el fort hivern de 1962-1963, es van morir gairebé totes. Quan es van descobrir més ostres va haver una gran alegria. Fins i tot amb el tancament de l'obertura del llac de Brouwershaven no van desaparèixer les ostres on romanen i produeixen milions de noves ostres cada any.